# Annika Knoll
Annika Knoll (* 6. November 1993 in Titisee-Neustadt) ist eine ehemalige deutsche Biathletin.

## Leben
Annika Knoll ist die Tochter eines Gastwirts-Ehepaares aus Friedenweiler. Sie begann im Alter von acht Jahren mit dem Biathlonsport, zuvor war sie schon im Skilanglauf aktiv. Sie startet für den SV Friedenweiler-Rudenberg und besuchte seit 2010 das Skiinternat Furtwangen, das sie 2013 mit dem bestandenen Abitur verließ. Seit Sommer 2013 gehört sie dem Zoll-Ski-Team an. Nachdem sie zwei Jahre lang in Ruhpolding gelebt und trainiert hat, kehrte sie Anfang 2017 der bayerischen Gemeinde und dem dortigen Olympiastützpunkt in der Chiemgau-Arena den Rücken. Seitdem lebt sie wieder in ihrer Heimat im Schwarzwald und will in Furtwangen gemeinsam mit ihrem Trainer Roman Böttcher ihre Leistungsfähigkeit verbessern.

## Karriere
Ihr internationales Debüt gab Knoll bei den Biathlon-Juniorenweltmeisterschaften 2012 in Kontiolahti, wo sie 16. des Einzels und 15. des Sprints wurde. Im Verfolgungsrennen verbesserte sie sich mit nur einem Schießfehler hinter Grete Gaim und Julia Ransom auf den dritten Platz. Im Staffelrennen belegte sie mit Luise Kummer und Marie Heinrich den fünften Rang. 2013 wurde sie in Obertilliach 18. des Sprints und 28. der Verfolgung. In Presque Isle gewann Knoll mit Heinrich und Kummer den Titel im Staffelrennen, gewann im Sprint hinter Jewgenija Pawlowa und Galina Wischnewskaja Bronze und wurde zudem Siebte der Verfolgung und 17. des Einzels.
Bei den Biathlon-Europameisterschaften 2014 in Nové Město na Moravě startete Knoll erstmals bei einer internationalen Meisterschaft der Frauen. Im Einzel belegte sie den 33. Platz, wurde 31. im Sprint, 23. der Verfolgung und gewann mit Karolin Horchler, Vanessa Hinz und Maren Hammerschmidt die Silbermedaille im Staffelrennen. In der Saison 2013/14 gab sie bei einem Sprintrennen in Ridnaun ihr Debüt im IBU-Cup und gewann als 31. sofort Punkte. In Ruhpolding lief sie wenig später als Neunte in einem Sprint erstmals unter die besten Zehn. Bei der letzten Weltcupstation am Holmenkollen in Oslo gab Knoll in der Saison 2013/14 ihr Debüt im Biathlon-Weltcup, verpasste als 66. des Sprints aber das Verfolgungsrennen. Es dauerte bis Januar 2015, dass sie in Antholz erneut im Weltcup zum Einsatz kam. Im Sprintrennen erreichte sie den 35. Platz und gewann ihre ersten Weltcup-Punkte. Allerdings verzichtete sie wegen der EM auf die anschließende Verfolgung.
Bei den Europameisterschaften gewann sie Silber in der Staffel.
Nach den IBU-Cups in Nordamerika flog sie zum Weltcupfinale in Chanty-Mansijsk und wurde dort erneut im Biathlon-Weltcup eingesetzt. Im Sprint erreichte sie Platz 58, von dem sie sich im Verfolger auf Platz 51 verbesserte. Dies führte zu Platz 88 im Biathlon-Weltcup 2014/15.
Am 24. Januar 2019 gab sie über ihre Facebook-Seite ihr Karriereende bekannt.

## Statistik

### Biathlon-Weltcup-Platzierungen
Die Tabelle zeigt alle Platzierungen (je nach Austragungsjahr einschließlich Olympische Spiele und Weltmeisterschaften).
- 1.–3. Platz: Anzahl der Podiumsplatzierungen
- Top 10: Anzahl der Platzierungen unter den ersten zehn (einschließlich Podium)
- Punkteränge: Anzahl der Platzierungen innerhalb der Punkteränge (einschließlich Podium und Top 10)
- Starts: Anzahl gelaufener Rennen in der jeweiligen Disziplin

| Platzierung         | Einzel | Sprint | Verfolgung | Massenstart | Staffel | Gesamt |
| ------------------- | ------ | ------ | ---------- | ----------- | ------- | ------ |
| 1. Platz            |        |        |            |             |         |        |
| 2. Platz            |        |        |            |             |         |        |
| 3. Platz            |        |        |            |             |         |        |
| Top 10              |        |        |            |             |         |        |
| Punkteränge         |        | 1      |            |             |         | 1      |
| Starts              |        | 3      | 1          |             |         | 4      |
| Stand: Karriereende |        |        |            |             |         |        |